# Voltaire-Flugschriften
Die Voltaire-Flugschriften: Beiträge zu Politik und Gesellschaft sind eine deutschsprachige Buchreihe, die in Frankfurt/M. im Verlag Neue Kritik und Berlin im Voltaire-Verlag von Nicolaus Neumann und Catherine Springer erschien. Der größte Teil der Reihe wurde von Bernward Vesper herausgegeben. Einige angekündigte Bände (darunter als Band 9 Karl Jaspers: Gespräche über Deutschland) sind vermutlich nie erschienen. Die Reihe erschien bis Band 33 von 1966 bis 1971. Die Bände der Reihe wurde von Christian Chruxin gestaltet. Sie vereint in ihren einzelnen Heften Beiträge vieler bedeutender Autoren und hervorragendes Bildmaterial.

Die Flugschriften bilden einen wesentlichen Bestandteil der Studentenbewegung und der 'revolutionären' Epoche der Zeit. Im 6. Band (Nürnberg und Vietnam) von Günther Anders beispielsweise, worin die Gesetze der Nürnberger Kriegsverbrecherprozesse auf die amerikanische Kriegsführung und Kriegsverbrechen in Vietnam angewandt werden, wird die anstehende Entscheidung der Richter im Prozeß der Vereinigten Staaten gegen David Henry Mitchell thematisiert, dafür werden nur zwei Möglichkeiten genannt: 

„Entweder werden sie Präsident Johnsons dringliche Mahnung an die amerikanische Jugend, mit dem gleichen Fanatismus zu brennen wie die Nazi-Jugend, bestätigen; oder sie werden David Henry Mitchells dringliche Mahnung an die amerikanische Jugend, mit brennender Leidenschaft gegen das Verbrennen von Menschen zu protestieren, bestätigen.“

 Als Band 17 erschien das Gespräch Rudi Dutschkes mit Günter Gaus aus der Sendereihe Zu Protokoll.

## Bände
Übersicht der Deutschen Nationalbibliothek mit Erläuterungen:
- 1. Vietnam. Peter Weiss. Berlin: Voltaire-Verl., [1967]
- 2. Warum ich nicht in die Vereinigten Staaten reise.[4] Jean-Paul Sartre. Berlin: Voltaire-Verl., [1967]
- 3. Gegen Notstandsgesetze! Rede und Materialien. Otto Brenner. Berlin: Voltaire-Verl., [1967]
- 4. Die Freiheit der Kunst. Wuppertaler Rede. Heinrich Böll. Berlin: [Edition Voltaire], 1966
- 5. Plädoyer für einen Kriegsverbrecherprozess. Bertrand Russell. Frankfurt/M.: Edition Voltaire, 1968, 2. Aufl.
- 6. Nürnberg und Vietnam. Günther Anders. Berlin: Voltaire-Verl., [1967] (2. Aufl. 1968) – online: Nürnberg und Vietnam. Synoptisches Mosaik im Anders-Archiv des FORVM
- 7. Schubladentexte. Eingeleitet von Heinrich Hannover. Frankfurt/M.: Verl. Neue Kritik, 1966 (3. Aufl. 1966)
- 8. Ihre Moral und unsere. Lev Davidovič Trockij. Berlin: Voltaire-Verl., 1967, Autoris. dt. Ausg.
- 9. (nur angekündigt)
- 10. Demonstrationen. Ein Berliner Modell. Fotos. Bernard Larsson. Berlin: Voltaire-Verl., [1967] (2. Aufl. 1968) (Entstehung der demokratischen Opposition mit Beiträgen von Herbert Marcuse, Jacob Taubes, Reinhard Lettau, Hans Christoph Buch, Rudi Dutschke, Peter Schneider, Horst Rieck und Augenzeugenberichten.)
- 11. Staatsgefährdende Umtriebe. Hans Magnus Enzensberger. Berlin: Voltaire-Verl., 1968, 2. Aufl.
- 12. Bedingungen und Organisation des Widerstandes. Der Kongreß in Hannover – Protokolle, Flugblätter, Resolutionen. [Reden und Diskussionsbeiträge des Kongresses „Hochschule und Demokratie – Bedingungen und Organisation des Widerstands“ am 9. 6. 1967 in Hannover]. Red.: Uwe Bergmann im Auftr. d. Allg. Studentenausschusses d. Freien Univ. in Zusammenarb. mit d. Republikan. Club e. V., Berlin. Berlin: Voltaire-Verl., 1967 (2. Aufl. 1968) (Bernhard Wilhelmer, Begrüßung – Klaus Meschkat, Einleitung.  Mit Beiträgen von Helmut Gollwitzer (Ansprache bei der Überführung des Sarges von Benno Ohnesorg), Hans-Joachim Haubold (Rede auf der Trauerkundgebung), Knut Nevermann, Wolfgang Abendroth, Erich Kuby, Jürgen Habermas, Hartmut von Hentig, Rudi Dutschke,[5] Bahman Nirumand, Ulrich K. Preuß, Horst Mahler, Wolfgang Lefèvre, Jürgen B. Runge und dem Abdruck zahlreicher Flugblätter und Resolutionen als Reaktion auf Benno Ohnesorges Tod.)
- 13. China. Der deutschen Presse Wunderland. Günter Amendt. Berlin: Voltaire-Verl., 1968
- 14. Black Power. Ursachen des Guerilla-Kampfes in den Vereinigten Staaten. Andrew Kopkind. Vorwort: Bernward Vesper, Übersetzung: Urs Müller-Plantenberg und Gudrun Ensslin. Frankfurt/M.: Edition Voltaire, 1968, 2. Aufl.
- 15. Der Fall Axel C. Springer am Beispiel Arnold Zweig. Eine Rede, ihr Anlass und die Folgen Hrsg. von Günter Grass. Berlin: Voltaire-Verl., 1968
- 16. Über Che Guevara. Fidel Castro. Frankfurt/M.: Edition Voltaire, 1968, 2. Aufl.
- 17. Zu Protokoll. Fernsehinterview von Günter Gaus. Rudi Dutschke. Frankfurt a. M.: Heinrich-Heine-Verl., 1968
- 18. Der Spiegel oder Die Nachricht als Ware. Michael Schneider, Eckhard Siepmann. - Frankfurt/M.: Edition Voltaire, 1968
- 19. Briefe an Rudi D. Vorwort Rudi Dutschke. Herausgeber Stefan Reisner. Frankfurt a. M.: Edition Voltaire, 1968
- 20. Die Dritte Welt, unsere Welt. Thesen zur Schwarzen Revolution. Stokely Carmichael. Berlin: Edition Voltaire, 1969
- 21. Der israelisch-arabische Konflikt. Isaac Deutscher. Frankfurt a. M.: Edition Voltaire, 1968
- 22. Friede mit der DDR. Ein evangelisches Sendschreiben Frankfurt a. M.: Edition Voltaire, 1968
- 23. Bericht über die Angriffe der US-Luftwaffe und -Marine gegen die Demokratische Republik Viet Nam nach der Erklärung Präsident Johnsons über die 'begrenzte Bombardierung' am 31. März 1968. Peter Weiss. - Frankfurt a. M.: Edition Voltaire, 1968
- 24. Grossstadtguerilla. Robert F. Williams, Robert B. Rigg. Berlin: Edition Voltaire, 1969
- 25. Big Lift oder Freiheit für die Deserteure. Horst Mahler, Ulrich K. Preuß, Deserteurs-Kollektiv. Berlin: Edition Voltaire, 1969
- 26. Die Tschechoslowakei 1945–1968. Zwischen Kapitalismus und Revolution. Mit einem Aufsatz von Ota Šik und einer Einleitung von Hans-Jürgen Krahl. Rainer Deppe, Brigitte Heinrich und Michael Bärmann. Frankfurt a. M.: Edition Voltaire, 1968
- 27. Vor einer solchen Justiz verteidigen wir uns nicht. Schlußwort im Kaufhausbrandprozeß. Mit einem Nachwort von Bernward Vesper und einer Erklärung des SDS Berlin. Andreas Baader, Gudrun Ensslin, Thorwald Proll, Horst Söhnlein. Edition Voltaire, Frankfurt am Main und Berlin 1968.
- 28. So arbeitet der Verfassungsschutz. Vorwort Wolfgang Abendroth. Diethelm Damm. Berlin: Edition Voltaire, 1970
- 29. Die russische Revolution. Kopenhagener Rede 1932 Lev Davidovič  Trockij. – Michael Schneider: Stalin oder Trotzki? Eine falsche Alternative. Berlin: Edition Voltaire, 1970
- 30. (nur angekündigt)
- 31. Stadtplaner und Reformgeister. Jörn Janssen, Joachim Krausse, Joachim Schlandt. Berlin: Edition Voltaire, 1970
- 32. (nur angekündigt)
- 33. Für eine IG Kultur. Die Gewerkschaftsfrage eine Bündnisfrage. Hannes Schwenger. Berlin: Edition Voltaire, 1971